# Le Busseau
Le Busseau – miejscowość i gmina we Francji, w regionie Nowa Akwitania, w departamencie Deux-Sèvres.
Według danych na rok 1990 gminę zamieszkiwało 780 osób, a gęstość zaludnienia wynosiła 28 osób/km² (wśród 1467 gmin regionu Poitou-Charentes Le Busseau plasuje się na 390. miejscu pod względem liczby ludności, natomiast pod względem powierzchni na miejscu 205.).